# Оболоння (Калуський район)
Оболо́ння — село Долинської громади Калуського району Івано-Франківської області України.
Фактично є південно-східним передмістям міста Долина.

## Історія
Історія села Оболоння тісно переплітається з історією міста Долина та добуванням солі. До 1939 року ця територія належала місту і відокремилась у післявоєнний період.
Назва села походить від слова «оболонь», саме так в народі називають низинні, заболочені луки.
Найбільш знаковою для Оболоні є гора Знесіння. Існує легенда, за переказом якої, князь Андрійович, який займався скотарством і був найбагатшою людиною у всій окрузі, на горі Знесіння звів вежу, на якій прикріпив сплетеного із смерекових гілок «багаран» із п’ятьма дерев’яними кругляками, що символізують п’ять топок солі, які відображені на гербі міста Долина.
Згодом на горі Знесіння у 12 столітті був побудований монастир, який проіснував до монголо-татарської навали.
Ще одна легенда розповідає, що при Вознесенському монастирі жив монах Теокліст, який з вуст 113-ти річного старця Горби записував легенди про наш край.
Також легенда каже: «Монастир під час землетрусу провалився під землю, і якщо на Великдень прикласти вухо до землі, на якій він був розташований, то можна почути дзвін церковних дзвонів і спів церковних пісень.»

## Населення

### Мова
Розподіл населення за рідною мовою за даними перепису 2001 року:
| Мова       | Кількість | Відсоток |
| ---------- | --------- | -------- |
| українська | 2536      | 99.69%   |
| російська  | 6         | 0.23%    |
| білоруська | 1         | 0.04%    |
| польська   | 1         | 0.04%    |
| Усього     | 2544      | 100%     |

## Пам'ятки
Неподалік від села розташована ботанічна пам'ятка природи — «Висока Гора».

## Люди
У селі народився о. Пімен Іван Коневич, ЧСВВ — парафіяльний сотрудник, духовний провідник Дітей Марії.
Грицей Оксана Йосипівна - українська художниця, майстер художнього різьблення і випалювання по дереву.
Андрій Штень - громадський діяч і директор Аматорського драматичного гуртка ім. Івана Франка в місті Долина (1920-1940-ві рр.)
Горбовий Володимир Григорович - діяч УВО і ОУН, адвокат у Галичині,  оборонець Степана Андрійовича Бандери.
Осип Бойдуник - діяч УВО і ОУН, учасник І з'їзду Конґресу ОУН (1929 р.) і голова екзильної УНРади (1950-ті рр.)
о. Вітольд Левицький - настоятель Церкви Серця Ісуса і Серця Марії м. Долини УГКЦ.